# Angels Fall First
Angels Fall First (с англ. — «Ангелы падают первыми») — дебютный студийный альбом группы Nightwish, вышедший на лейбле Spinefarm в 1997 году. Ограниченная редакция включает семь композиций, двух из которых нет в обычной версии.
В композиции «Elvenpath» использованы отрывки из пролога анимационного фильма «Властелина Колец» Ральфа Бакши 1977 года.
Музыка на альбоме представляет собой сочетание тяжёлых гитарных риффов, характерных для пауэр-метала, множества клавишных проигрышей в исполнении Туомаса Холопайнена и оперного вокала Тарьи.

## Список композиций
Стандартное издание
|     | Песни                                  | Авторы            | Длина |
| --- | -------------------------------------- | ----------------- | ----- |
| 1.  | «Elvenpath»                            | Туомас Холопайнен | 4:40  |
| 2.  | «Beauty and the Beast»                 | Туомас Холопайнен | 6:24  |
| 3.  | «The Carpenter»                        | Туомас Холопайнен | 5:57  |
| 4.  | «Astral Romance»                       | Туомас Холопайнен | 5:12  |
| 5.  | «Angels Fall First»                    | Туомас Холопайнен | 5:34  |
| 6.  | «Tutankhamen»                          | Туомас Холопайнен | 5:31  |
| 7.  | «Nymphomaniac Fantasia»                | Туомас Холопайнен | 4:47  |
| 8.  | «Know Why the Nightingale Sings»       | Туомас Холопайнен | 4:14  |
| 9.  | «Lappi (Lapland)»                      | Туомас Холопайнен | 9:20  |
| 10. | «Once Upon a Troubadour» (Bonus Track) | Туомас Холопайнен | 5:21  |
| 11. | «A Return to the Sea» (Bonus Track)    | Туомас Холопайнен | 5:48  |

US Версия
|     | Песни                                           | Авторы            | Длина |
| --- | ----------------------------------------------- | ----------------- | ----- |
| 1.  | «Elvenpath»                                     | Туомас Холопайнен | 4:40  |
| 2.  | «Beauty and the Beast»                          | Туомас Холопайнен | 6:24  |
| 3.  | «The Carpenter»                                 | Туомас Холопайнен | 5:57  |
| 4.  | «Astral Romance»                                | Туомас Холопайнен | 5:12  |
| 5.  | «Angels Fall First»                             | Туомас Холопайнен | 5:34  |
| 6.  | «Tutankhamen»                                   | Туомас Холопайнен | 5:31  |
| 7.  | «Nymphomaniac Fantasia»                         | Туомас Холопайнен | 4:47  |
| 8.  | «Know Why the Nightingale Sings»                | Туомас Холопайнен | 4:14  |
| 9.  | «Lappi (Lapland): I. Erämaajärvi»               | Туомас Холопайнен | 2:15  |
| 10. | «Lappi (Lapland): II. Witchdrums»               | Туомас Холопайнен | 1:18  |
| 11. | «Lappi (Lapland): III. This Moment is Eternity» | Туомас Холопайнен | 3:12  |
| 12. | «Lappi (Lapland): Etiäinen»                     | Туомас Холопайнен | 2:32  |

Японская версия
|     | Песни                                              | Авторы            | Длина |
| --- | -------------------------------------------------- | ----------------- | ----- |
| 1.  | «Elvenpath»                                        | Туомас Холопайнен | 4:40  |
| 2.  | «Beauty and the Beast»                             | Туомас Холопайнен | 6:24  |
| 3.  | «The Carpenter»                                    | Туомас Холопайнен | 5:57  |
| 4.  | «Astral Romance»                                   | Туомас Холопайнен | 5:12  |
| 5.  | «Angels Fall First»                                | Туомас Холопайнен | 5:34  |
| 6.  | «Tutankhamen»                                      | Туомас Холопайнен | 5:31  |
| 7.  | «Nymphomaniac Fantasia»                            | Туомас Холопайнен | 4:47  |
| 8.  | «Know Why the Nightingale Sings»                   | Туомас Холопайнен | 4:14  |
| 9.  | «Lappi (Lapland)»                                  | Туомас Холопайнен | 9:20  |
| 10. | «A Return to the Sea»                              | Туомас Холопайнен | 5:48  |
| 11. | «Swanheart-Live» (Japanese bonus track)            | Туомас Холопайнен | ?:??  |
| 12. | «Deep Silent Complete-Live» (Japanese bonus track) | Туомас Холопайнен | ?:??  |
| 13. | «Dead Boy’s Poem-Live (Japanese bonus track)»      | Туомас Холопайнен | ?:??  |

2008 Spinefarm UK/US версия
|     | Песни                                           | Авторы            | Длина |
| --- | ----------------------------------------------- | ----------------- | ----- |
| 1.  | «Elvenpath»                                     | Туомас Холопайнен | 4:40  |
| 2.  | «Beauty and the Beast»                          | Туомас Холопайнен | 6:24  |
| 3.  | «The Carpenter»                                 | Туомас Холопайнен | 5:57  |
| 4.  | «Astral Romance»                                | Туомас Холопайнен | 5:12  |
| 5.  | «Angels Fall First»                             | Туомас Холопайнен | 5:34  |
| 6.  | «Tutankhamen»                                   | Туомас Холопайнен | 5:31  |
| 7.  | «Nymphomaniac Fantasia»                         | Туомас Холопайнен | 4:47  |
| 8.  | «Know Why the Nightingale Sings»                | Туомас Холопайнен | 4:14  |
| 9.  | «Lappi (Lapland): I. Erämaajärvi»               | Туомас Холопайнен | 2:15  |
| 10. | «Lappi (Lapland): II. Witchdrums»               | Туомас Холопайнен | 1:18  |
| 11. | «Lappi (Lapland): III. This Moment is Eternity» | Туомас Холопайнен | 3:12  |
| 12. | «Lappi (Lapland): Etiäinen»                     | Туомас Холопайнен | 2:32  |
| 13. | «Return to the Sea» (Bonus Track)               | Туомас Холопайнен | 5:48  |
| 14. | «Nightwish» (Demo/Bonus Track)                  | Туомас Холопайнен | 5:52  |
| 15. | «Forever Moments» (Demo/Bonus Track)            | Туомас Холопайнен | 5:38  |
| 16. | «Etiäinen» (Demo/Bonus Track)                   | Туомас Холопайнен | 3:00  |

Ограниченное издание (500 копий)
|     | Песни                                           | Авторы            | Длина |
| --- | ----------------------------------------------- | ----------------- | ----- |
| 1.  | «Astral Romance»                                | Туомас Холопайнен | 5:12  |
| 2.  | «Angels Fall First»                             | Туомас Холопайнен | 4:34  |
| 3.  | «The Carpenter»                                 | Туомас Холопайнен | 5:57  |
| 4.  | «Nymphomaniac Fantasia»                         | Туомас Холопайнен | 4:47  |
| 5.  | «A Return to the Sea»                           | Туомас Холопайнен | 5:48  |
| 6.  | «Once Upon a Troubadour»                        | Туомас Холопайнен | 5:21  |
| 7.  | «Lappi (Lapland): I. Erämaajärvi»               | Туомас Холопайнен | 2:15  |
| 8.  | «Lappi (Lapland): II. Witchdrums»               | Туомас Холопайнен | 1:18  |
| 9.  | «Lappi (Lapland): III. This Moment is Eternity» | Туомас Холопайнен | 3:12  |
| 10. | «Lappi (Lapland): Etiäinen»                     | Туомас Холопайнен | 2:32  |

Angels Fall First (Demo — unreleased)
|    | Песни               | Авторы            | Длина |
| -- | ------------------- | ----------------- | ----- |
| 1. | «Astral Romance»    | Туомас Холопайнен | 5:12  |
| 2. | «Angels Fall First» | Туомас Холопайнен | 5:34  |
| 3. | «The Carpenter»     | Туомас Холопайнен | 5:57  |

## Сертификация
| Страна    | Статус | И.    |
| --------- | ------ | ----- |
| Финляндия | Золото | [ 5 ] |

## Участники записи
Nightwish
- Тарья Турунен — вокал
- Туомас Холопайнен — композитор, синтезатор, вокал
- Эмппу Вуоринен — лидер- и акустическая гитары, бас-гитара
- Юкка Невалайнен — ударные

Приглашённые музыканты
- Esa Lehtinen — флейта